# Карлос Андрес Санчез
Карлос Андрес Санчез Аркоса (шп. Carlos Andrés Sánchez Arcosa; Монтевидео, 2. децембар 1984) професионални је уругвајски фудбалер који игра у средини терена на позицији бочног везног играча.
Санчез је 2015. проглашен за најбољег фудбалера Јужне Америке.

## Клупска каријера
Санчез је играчку каријеру започео у екипи Ливерпула из Монтевидеа у чијем дресу је играо пуних осам сезона и за то време одиграо 107 утакмица и постигао два гола. 
Као слободан играч у јануару 2010. потписује једноипогодишњи уговор са аргентинским Годој Крузом, да би потом у лето 2011. прешао у редове Ривер Плејта из Буенос Аиреса. Са Ривером је освојио титулу националног првака Аргентине, те трофеје Копа Судамерикана и Копа либертадорес. Једну сезону је одиграо и на позајмици у мексичкој Пуебли, а у јесен 2015. потписује трогодишњи уговор са мексичким Монтерејом. 
Од лета 2018. Санчез је играч бразилског Сантоса. 

## Репрезентативна каријера
За сениорску репрезентацију Уругваја дебитовао је доста касно, са 29 година, у пријатељској утакмици против Костарике играној 13. новембра 2014. године. 
Прво велико такмичење са репрезентацијом био је турнир Копа Америка 2015. где је одиграо све четири утакмице за „Урусе” (поражени у четврфиналу од селекције Чилеа реултатом 0:1). Први погодак у репрезентативном дресу постигао је у квалификационој утакмици за СП 2018. против селекције Перуа, играној у Лими 28. марта 2017. године. 
Селектор Оскар Табарез уврстио га је у састав репрезентације за Светско првенство 2018. у Русији, а на светским првенствима дебитовао је већ на првој утакмици свог тима против Египта играној 15. јуна 2018. године (Санчез је ушао у 58' као замена за Најтана Нандеза).